# 太白飞蓬
太白飞蓬（学名：Erigeron taipeiensis）是菊科飞蓬属的植物，为中国的特有植物。分布于中国大陆的陕西等地，生长于海拔3,200米的地区，一般生于高山草原，目前尚未由人工引种栽培。